# استان چانارال
استان چانارال (به اسپانیایی: Provincia de Chañaral) یک منطقهٔ مسکونی در شیلی است که در منطقه آتاکاما واقع شده‌است. استان چانارال ۲۴٬۴۳۶٫۲ کیلومتر مربع مساحت و ۲۸٬۸۷۴ نفر جمعیت دارد.